# Marathon van Fukuoka 1951
De marathon van Fukuoka 1951 werd gelopen op zondag 9 december 1951. Het was de 5e editie van de marathon van Fukuoka. Dit was de eerste keer in de geschiedenis van deze hardloopwedstrijd dat deze loop ook daadwerkelijk in Fukuoka plaatsvond. Aan deze wedstrijd mochten alleen mannelijke elitelopers uit Japan deelnemen. De Japanner Hiromi Haigo kwam als eerste over de streep in 2:30.13.

## Uitslagen
| rang   | naam               | land | tijd    |
| ------ | ------------------ | ---- | ------- |
| Goud   | Hiromi Haigo       | JPN  | 2:30.13 |
| Zilver | Tadashi Asai       | JPN  | 2:30.43 |
| Brons  | Yoshitaka Uchikawa | JPN  | 2:32.19 |
| 4      | Shunji Koyanagi    | JPN  | 2:33.10 |
| 5      | Masuo Onishi       | JPN  | 2:33.46 |
| 6      | Keizo Yamada       | JPN  | 2:34.43 |
| 7      | Katsuo Nishida     | JPN  | 2:35.35 |
| 9      | Y Miyake           | JPN  | 2:37.04 |
| 10     | Shiochi Tamoi      | JPN  | 2:37.09 |

1947 ·
1948 ·
1949 ·
1950 ·
1951 ·
1952 ·
1953 ·
1954 ·
1955 ·
1956 ·
1957 ·
1958 ·
1959 ·
1960 ·
1961 ·
1962 ·
1963 ·
1964 ·
1965 ·
1966 ·
1967 ·
1968 ·
1969 ·
1970 ·
1971 ·
1972 ·
1973 ·
1974 ·
1975 ·
1976 ·
1977 ·
1978 ·
1979 ·
1980 ·
1981 ·
1982 ·
1983 ·
1984 ·
1985 ·
1986 ·
1987 ·
1988 ·
1989 ·
1990 ·
1991 ·
1992 ·
1993 ·
1994 ·
1995 ·
1996 ·
1997 ·
1998 ·
1999 ·
2000 ·
2001 ·
2002 ·
2003 ·
2004 ·
2005 ·
2006 ·
2007 ·
2008 ·
2009 ·
2010 ·
2011 ·
2012 ·
2013 ·
2014 ·
2015 ·
2016 ·
2017